# Katagur, Hungund
Katagur là một làng thuộc tehsil Hungund, huyện Bagalkot, bang Karnataka, Ấn Độ.